# Кулагіна Нінель Сергіївна
Нінель Кулагіна (рос. Нине́ль Серге́евна Кула́гина; * 30 липня 1926, Санкт-Петербург — † 11 квітня 1990) — жінка, яка демонструвала телекінез та інші феноменальні здібності, що вивчалися протягом понад 20 років.

## Біографічні відомості
Нінель Сергіївна Михайлова (дитяче ім'я Неля) народилася в Ленінграді СРСР. Пізніше, створивши свою родину вона стала носити прізвище Кулагіна. На її думку, успадкувала дар телекінезу та інше від матері. Помічала «особливості» тоді, коли сердилася. Для того, щоби навчитися цим керувати намагалася концентрувати увагу, очистити свідомість медитацією.
У квітні 1942 р. пішла добровольцем на фронт у танковий полк. Отримала поранення в живіт, перенесла 5 операцій; нагороджена орденом і медалями.

## Дослідження здібностей Кулагіної
З 1964 р. її феномен досліджували 25 різних лабораторій. Академік Юрій Борисович Кобзарьов, переконавшись у здібностях Н. Кулагіної, видав їй на руки письмовий підтверджувальний документ про правдивість її феномену, завірений печаткою інституту, в якому той працював. Серед 25 тих лабораторій були Ленінградська та Московська університетські лабораторії, лабораторія Психоневрологічного інституту імені В. М. Бехтерєва, лабораторія Нейрохірургічного інституту імені А. Л. Полєнова АМН СРСР, лабораторія магнітно-іоносферної обсерваторії Ленінградського відділення «ІЗМІР» АН СРСР, лабораторія Інституту радіотехніки та електроніки АН СРСР тощо.
У 1963–1965 рр. проходила курс лікування у психотерапевта гіпнозом і методою аутотренінгу (через спонтанне відчуття жару в різних частинах тілах, хоча температуру тіла відмічали як нормальну). Вона навчилася передавати (транслювати) печіння іншій людині, а у неї ці напади печіння припинялися. Якщо місяців два-три вона цього не робила, у неї починалися головні болі, нездужання, неприємні відчуття в області хребта. Але з часом вона навчилася регулювати інтенсивність і спрямованість свого «теплового» впливу.
У 1968 р. зроблені в СРСР чорно-білі фільми, що документували експерименти з її участю.
10 березня 1970 р. у ленінградській лабораторії за участю фізіолога доктора Геннадія Сергєєва відбувся експеримент, зафіксований фотоплівкою. В ході експерименту Кулагіна психокінетично впливала на серце жаби (відділеної від тіла). Спочатку в обидві сторони змінювала пульс жаби, а потім зупинила серце жаби. При цьому в стані Кулагіної спостерігав доктор Сергєєв різкі зміни електричних параметрів мозку, підвищення її власного пульсу до 240 ударів на хвилину й інші незвичайні ефекти.
У 1974 р. Кулагіну відвідав Юрген Кейл (Jürgen Keil) з Університету Тасманії. Доктор Звєрєв після огляду Кулагіної свідчив, що неймовірні зусилля і паранормальні явища призвели до недугів Кулагіної: страждання від болю в кінцівках (руки і ноги), нерегулярне биття серця, підвищений вміст цукру в крові, порушення ендокринної системи та запаморочення.
Восени 1977 року вона двічі побувала в Москві на запрошення Інституту хімічної фізики АН СРСР. Там проводилися досліди для з'ясування, як вона впливає на хімічні реакції. Вчені приготували три розчини складного складу. Попередньо були записані їхні ультрафіолетові спектри. Розчини розділили на дві половини. Одну залишили для контролю, а іншу запаяли в ампули з молібденового і кварцового скла. Після закінчення дослідів були складені протоколи. Сумніватися у виявленому феномені не доводилося. У висновку про ці досліди, говорилося:

«Три листи незасвіченого фотопаперу помістили в чорний пакет, який Н. С. Кулагіна опромінила протягом п'яти хвилин в контакті. При проявленні було виявлено часткове засвічення фотопаперу зі зменшуваною інтенсивністю засвічення від верхнього листа до нижнього».

Зафіксовані феномени Кулагіної:
- переміщення невеликих предметів (наприклад шматочки цукру, сірникові коробки тощо);
- обертання стрілки компаса;
- читання тексту рукою, та розпізнавання кольорів шкірою пальців руки;
- дотик рукою до руки іншої людини може викликати сильний опік;
- розсіювання променя лазера;
- утворення кислого середовища в різних рідинах;
- збільшення електропровідності повітря;
- надавання болезаспокійливого, терапевтичного впливу при запальних процесах (деяких захворювань);
- лікування захворювань судин, загоювання ран;
- квіти на які вона впливала, довго залишалися свіжими, значно прискорювалося розкриття бруньок і бутонів

та інше.
Здібності Кулагіної досліджували російські вчені Академії Наук в Інституті Радіотехніки та Електроніки (ІРЕ) АН СРСР в 1981—1982 рр. Дослідження показали, що навколо її рук існує сильне електричне поле, а чутливий мікрофон, встановлений біля її рук, зафіксував короткі ультразвукові імпульси. У ході експериментів вдалося з'ясувати, що з долонь у неї випорскується дрібними крапельками (можливо, через потові залози) гістамін. Випорскування крапельок викликало клацання в мікрофоні, вони змінювали діелектричну постійну середовища, розсіюючи промінь лазера, роз'їдаючи шкіру (знаменитий «опік»), нарешті, вони «сідали» на об'єкт, заряджаючи його. Все фізичне (заряд, концентрація) збігалося з ефектами, що спостерігалися. З'ясувати фізіологічний механізм випорскування не вдалося. Всі демонстрації давалися Кулагіній з великими труднощами.
Доктор фізико-математичних наук Едуард Годік:

Борці зі «лженаукою» досі обговорюють, що буцімто Кулагіна з чоловіком хитро «підробили телекінез» за допомогою прихованих ниточок. Ми й не ставили собі за мету встановити достовірність самого руху предмета рукою Кулагіної без дотику до нього (я сам це бачив, але це недостатній аргумент). Під час експерименту ми виявили випорскування з руки Кулагіної заряджених мікрокрапель (ймовірно, з потових залоз): фізіологічна аномалія. Виміряли заряд і переконалися, що електростатичного притягання достатньо для переміщення предмету. Навіщо ще ниточки? Звичайно, не для всіх феноменів такий підхід прийнятний.

У 1987 р. вона знову стала об'єктом тривалих дослідів. Ініціатива походила від доктора технічних наук професора Л. А. Вольфа, який очолював кафедру хімічних волокон Ленінградського інституту текстильної та легкої промисловості. Серія хімічних експериментів переконливо підтвердила існування феномену Кулагіної, що стали називати феномен «К». Намічена програма була виконана не повністю через публікацію в журналі «Людина і закон» статті про «антинауковість» Нінель Сергіївни та «шарлатанство». Кулагіна звернулися до суду.
У січні 1988 р. народний суд Дзержинського району міста Москви ухвалив рішення, що зобов'язав редакцію помістити спростування на користь Нінель Кулагіної. Це рішення залишив у силі й Московський міський суд. Але Нінель Сергіївна через обмову перенесла інфаркт.